# São João Baptista de Vila Chã
São João Baptista de Vila Chã (llamada oficialmente Vila Chã (São João Baptista)) era una freguesia portuguesa del municipio de Ponte da Barca, distrito de Viana do Castelo.

## Historia
Fue suprimida el 28 de enero de 2013, en aplicación de una resolución de la Asamblea de la República portuguesa promulgada el 16 de enero de 2013 al unirse con la freguesia de Santiago de Vila Chã, formando la nueva freguesia de Vila Chã (Ponte da Barca).